# Лейк-Стивенс
Лейк-Стивенс (англ. Lake Stevens) — город в округе Снохомиш в штате Вашингтон в Соединённых Штатах Америки.
По данным переписи 2020 года в США, население города составляло 35 630 человек.

## История
Своё название город получил по имени одноимённого озера, на берегах которого он был построен.

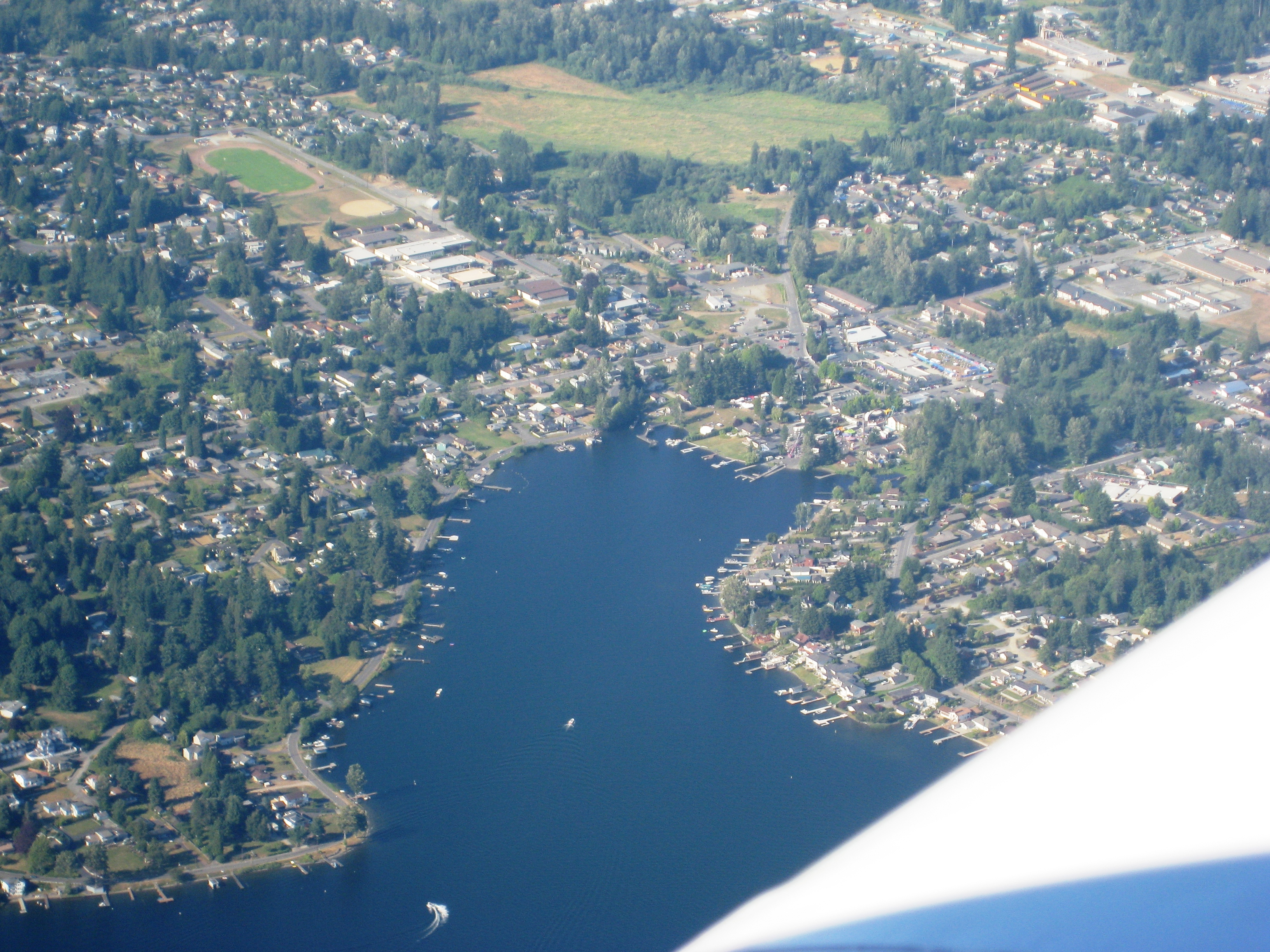
Город и озеро Лейк-Стивенс

Озеро было названо Лейк-Стивенс в 1859 году в честь губернатора территории Исаака Стивенса и изначально было домом для коренного племени скайкомишей жившего в бассейне реки Пилчак.
Первое постоянное европейское поселение было основано здесь у северо-восточной части озера в 1889 году. Позднее оно было продано братьям Ракер, которые открыли лесопилку в 1907 году, что стимулировало быстрый промышленный рост в этом районе, но предприятие закрылось в 1925 году после второго из двух крупных пожаров.
Затем этот район стал курортным сообществом, а позднее превратился в востребованный пригород. Лейк-Стивенс получил статус города в 1960 году и с тех пор город разросся за счет аннексий, охватив большую часть озера и увеличив население в четыре раза с 2000 по 2010 год.

## География
Лейк-Стивенс расположен в 6 милях (9,7 км) к востоку от города Эверетта и граничит с городами Мэрисвилл на северо-западе и Снохомиш на юге.
По данным Бюро переписи населения США, общая площадь города составляет 9,30 квадратных миль (24,09 км2), из которых 9,17 квадратных миль (23,75 км2) приходится на сушу, а 0,14 квадратных миль (0,36 км2) — на воду.